# Fantoma de pe puntea 12
„Fantoma de pe puntea 12” (titlu original: „The Haunting of Deck Twelve”) este al 25-lea episod (și penultimul) din al șaselea sezon al serialului TV american științifico-fantastic Star Trek: Voyager și al 145-lea episod în total. A avut premiera la 17 mai 2000 pe canalul UPN.

## Prezentare
În timp ce Voyager traversează o nebuloasă, nava rămâne fără energie, dând astfel ocazia lui Neelix să spună copiilor Borg o poveste cu fantome.

## Actori ocazionali
- Manu Intiraymi - Icheb
- Marley S. McClean - Mezoti
- Kurt Wetherill - Azan
- Cody Wetherill - Rebi
- Zoe McLellan - Tal Celes
- Neil Norman - Bridge Officer